# Gare de Langon
La gare de Langon est une gare ferroviaire française de la ligne de Bordeaux-Saint-Jean à Sète-Ville, située sur le territoire de la commune de Langon, dans le département de la Gironde, en région Nouvelle-Aquitaine.
Elle est mise en service en 1855, par la Compagnie des chemins de fer du Midi et du Canal latéral à la Garonne (Midi).
C'est une gare voyageurs de la Société nationale des chemins de fer français (SNCF), du réseau TER Nouvelle-Aquitaine, desservie par des trains express régionaux.

## Situation ferroviaire
Établie à 22 mètres d'altitude, la gare de Langon est située au point kilométrique (PK) 41,628 de la ligne de Bordeaux-Saint-Jean à Sète-Ville, entre les gares de Preignac et de Saint-Macaire. Entre Langon et Saint-Macaire, on trouve le viaduc de Langon (211 m) sur la Garonne, reconstruit en 1996-1998, ainsi que le viaduc de Saint-Macaire (631 m).
Ancienne gare de bifurcation, elle est également l'origine de la ligne de Langon à Gabarret, dont seul le tronçon proche de l'embranchement et de la gare est exploité en trafic fret.

## Histoire

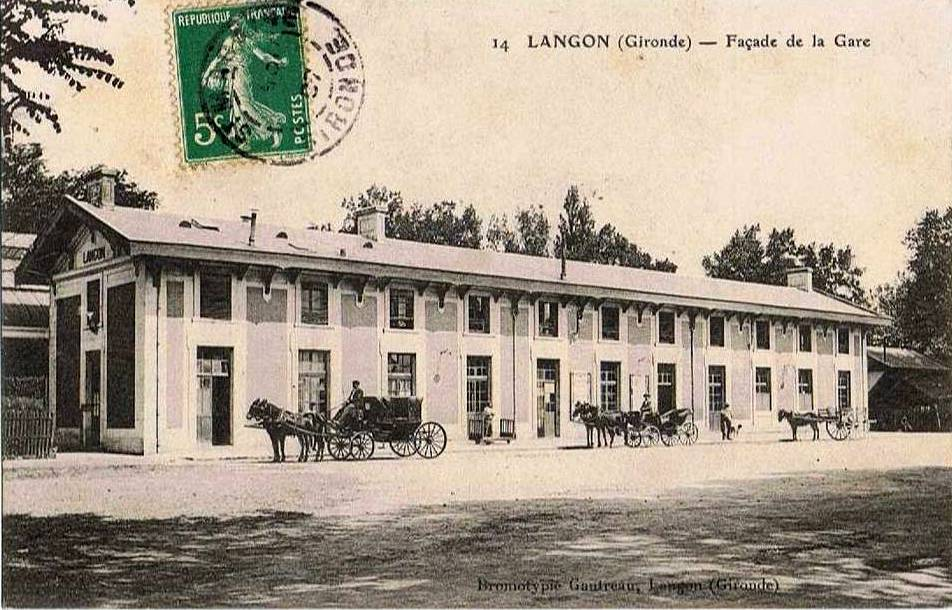
La gare au début du XXe siècle.

La station de Langon est mise en service le 31 mai 1855 par la Compagnie des chemins de fer du Midi et du Canal latéral à la Garonne (Midi), lorsqu'elle ouvre à l'exploitation la section de Bordeaux à Langon de son chemin de fer de Bordeaux à Cette. Terminus provisoire de la ligne, la station est établie en limite ouest de la localité.
La compagnie ouvre à l'exploitation le deuxième tronçon de Langon à Tonneins le 4 décembre 1855. Inaugurée la veille, le 3 décembre, cette ligne comporte deux importants ouvrages d'art immédiatement après la sortie de la station. La Garonne est franchie par un pont en tôle, comportant trois arches dont la principale a 77 m de portée, prolongé par un viaduc en maçonnerie prévu pour l'écoulement des eaux de crues.
Le premier tronçon de la ligne de Langon à Gabarret, à voie unique, est ouvert entre Langon et Bazas, le 14 avril 1866 ; il faut attendre 1923 pour que la ligne atteigne Gabarret. Cette ligne est fermée par la SNCF au service des voyageurs le 2 octobre 1938.
En 2014, c'est une gare voyageurs d'intérêt régional (catégorie B : la fréquentation est supérieure ou égale à 100 000 voyageurs par an de 2010 à 2011), qui dispose de quatre quais (dont deux centraux), trois abris, un souterrain et une traversée de voie à niveau par le public (TVP).

## Fréquentation
De 2015 à 2023, selon les estimations de la SNCF, la fréquentation annuelle de la gare s'élève aux nombres indiqués dans le tableau ci-dessous.
| Année                     | 2015    | 2016    | 2017    | 2018    | 2019    | 2020    | 2021    | 2022      | 2023      |
| ------------------------- | ------- | ------- | ------- | ------- | ------- | ------- | ------- | --------- | --------- |
| Voyageurs                 | 641 240 | 627 862 | 678 569 | 701 339 | 768 352 | 533 009 | 674 520 | 857 442   | 924 219   |
| Voyageurs + non voyageurs | 801 550 | 784 828 | 848 212 | 876 674 | 960 440 | 666 261 | 843 150 | 1 071 803 | 1 155 274 |

## Service des voyageurs

### Accueil
Gare SNCF, elle dispose d'un bâtiment voyageurs, avec guichet, ouvert tous les jours. Elle est équipée d'automates pour l'achat de titres de transport TER.
Un souterrain permet la traversée des voies et l'accès aux quais.

### Desserte
Langon est une gare du réseau TER Nouvelle-Aquitaine, desservie par des trains express régionaux de la relation Bordeaux – Langon  (ligne 43.2U) et Bordeaux – Agen (ligne 44).

### Intermodalité
Un parc pour les vélos et un parking sont aménagés à ses abords.
Un arrêt d'autocar (Langon - Gare TER) est également situé à proximité. Il est desservi par la ligne 501 (Bordeaux – Latresne – Langoiran – Cadillac – Langon) de TransGironde, le réseau des autocars départementaux de la Gironde.

## Service des marchandises
Cette ligne est ouverte au service du fret.

## Galerie de photographies

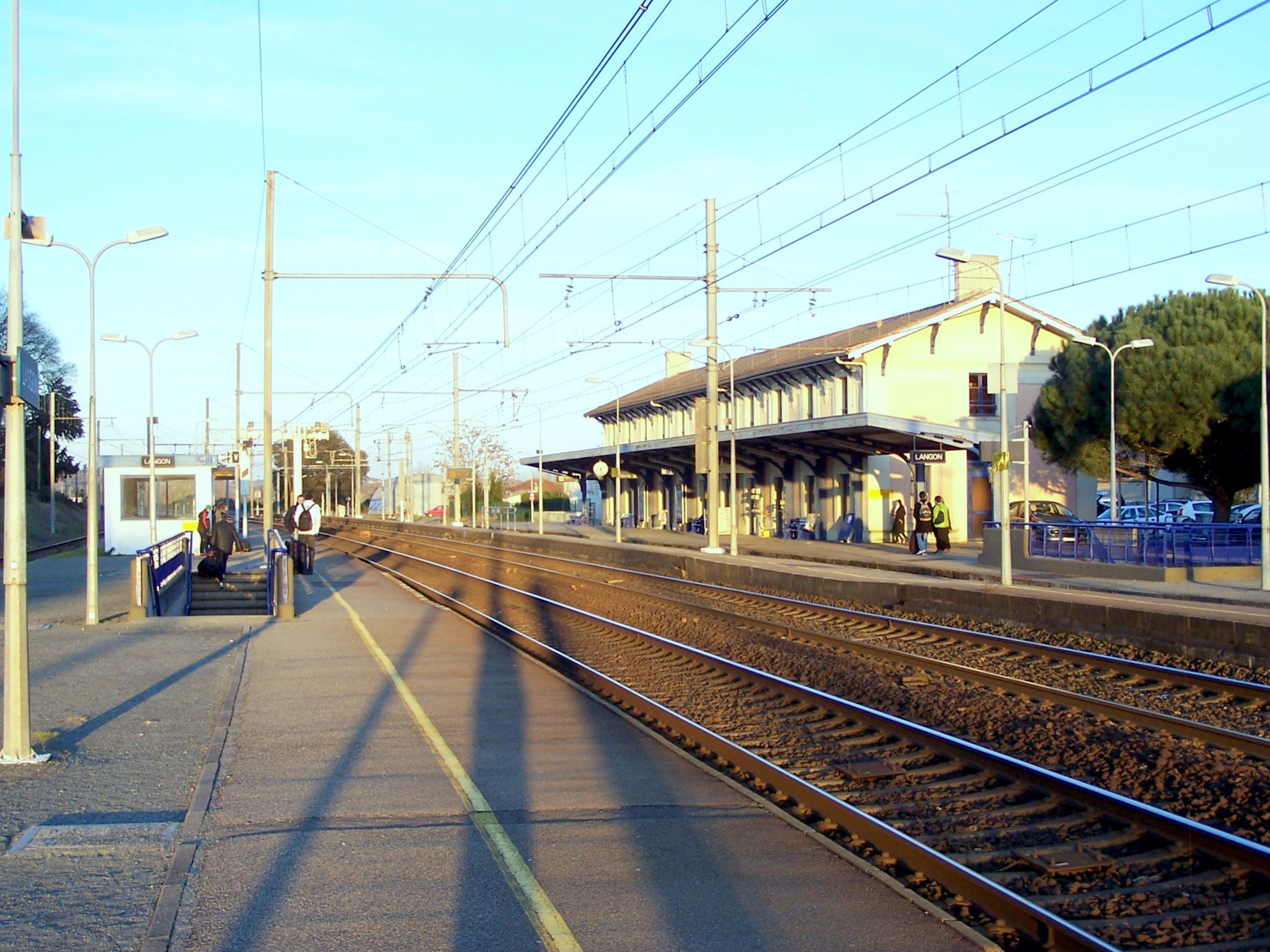
Les voies en direction de Saint-Macaire (janvier 2010).
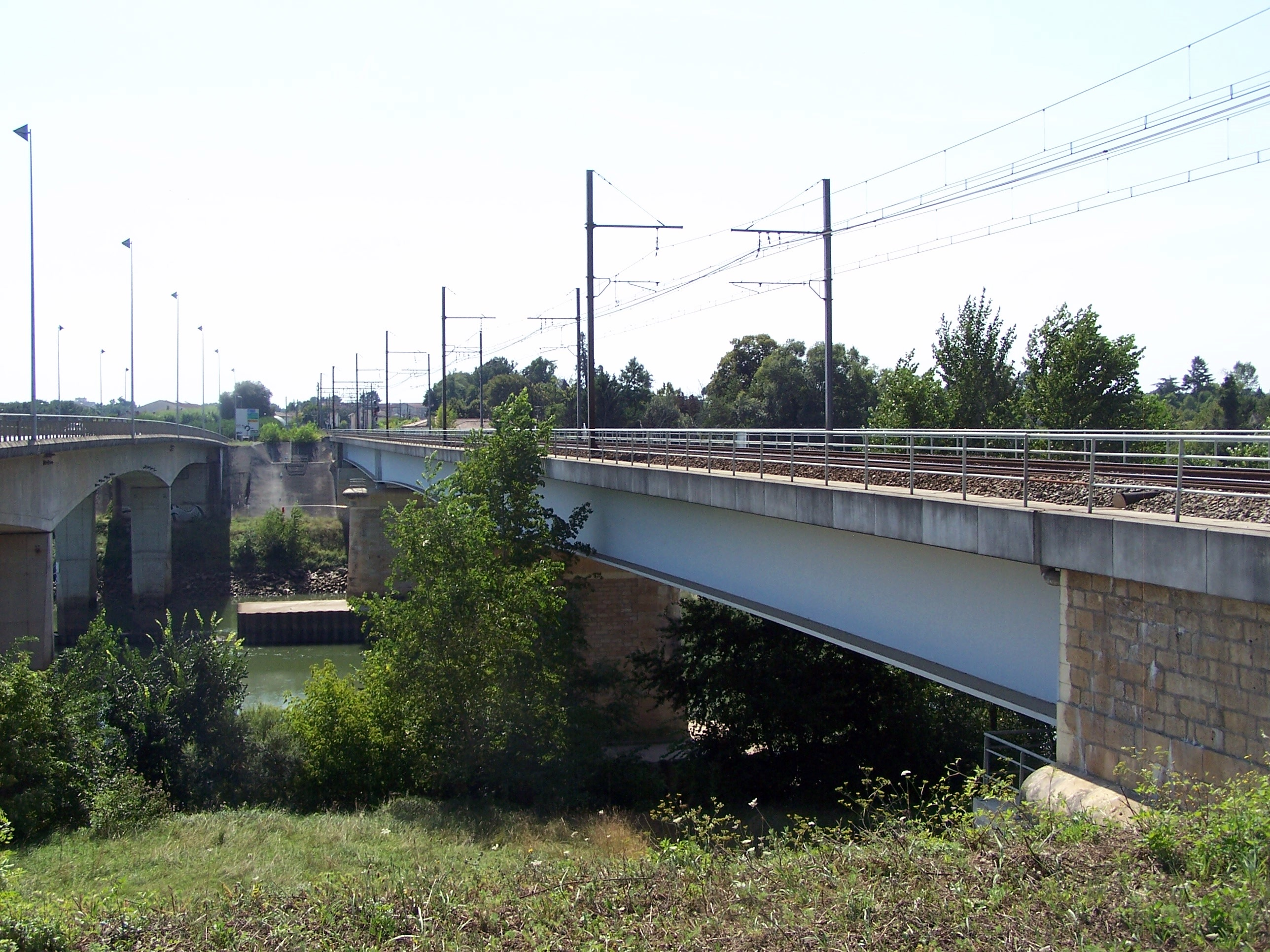
Le pont ferroviaire de Langon (août 2010).
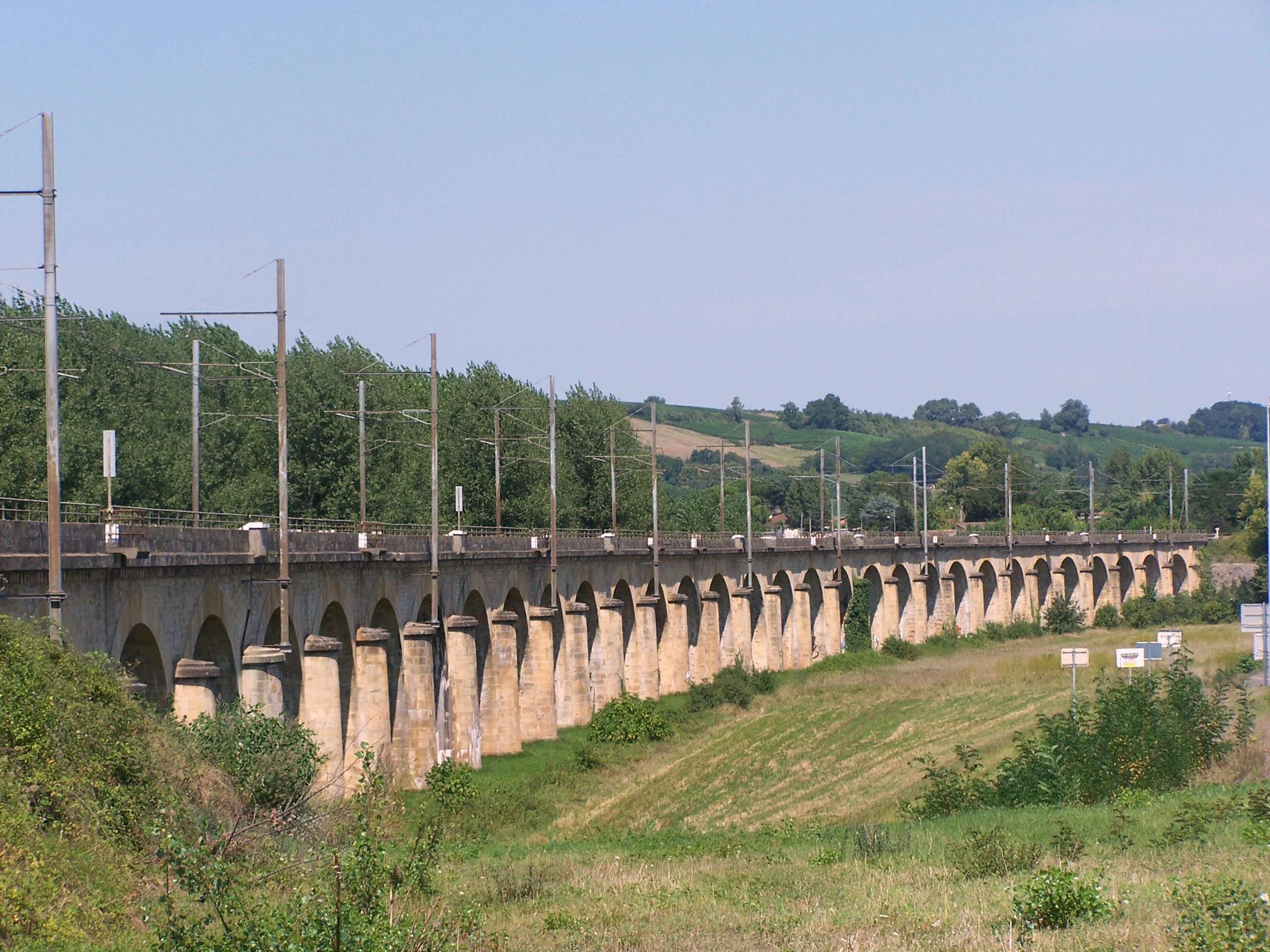
Le viaduc de Saint-Macaire (août 2010).
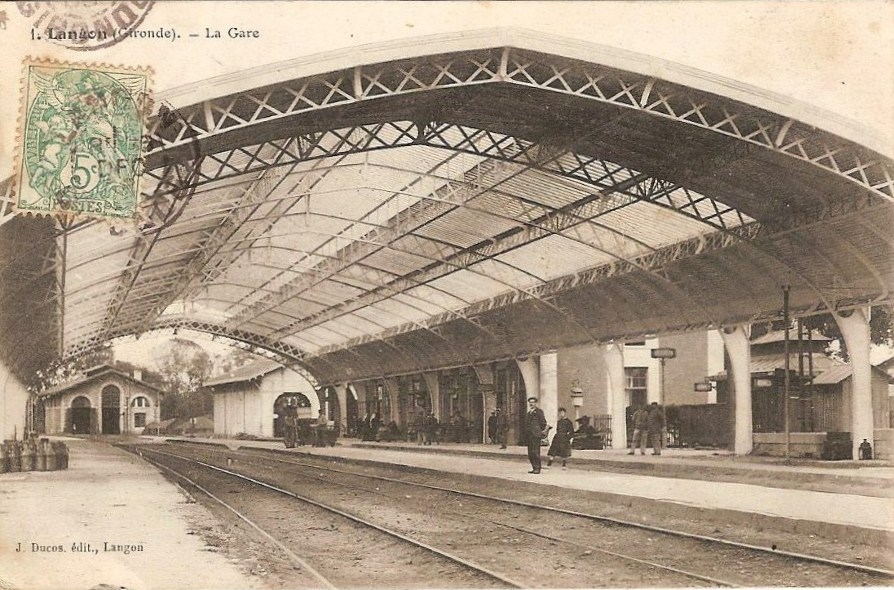
La gare au début du XXe siècle, côté voies. Avec sa verrière.
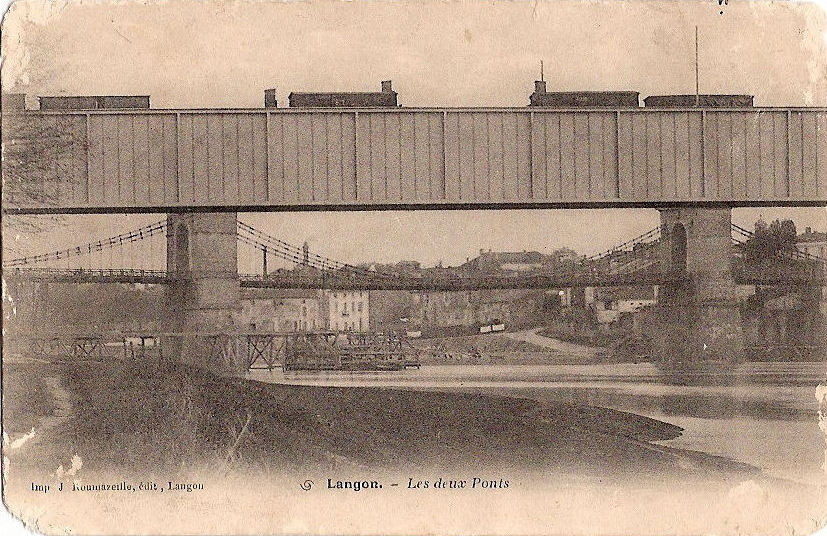
L'ancien pont ferroviaire.
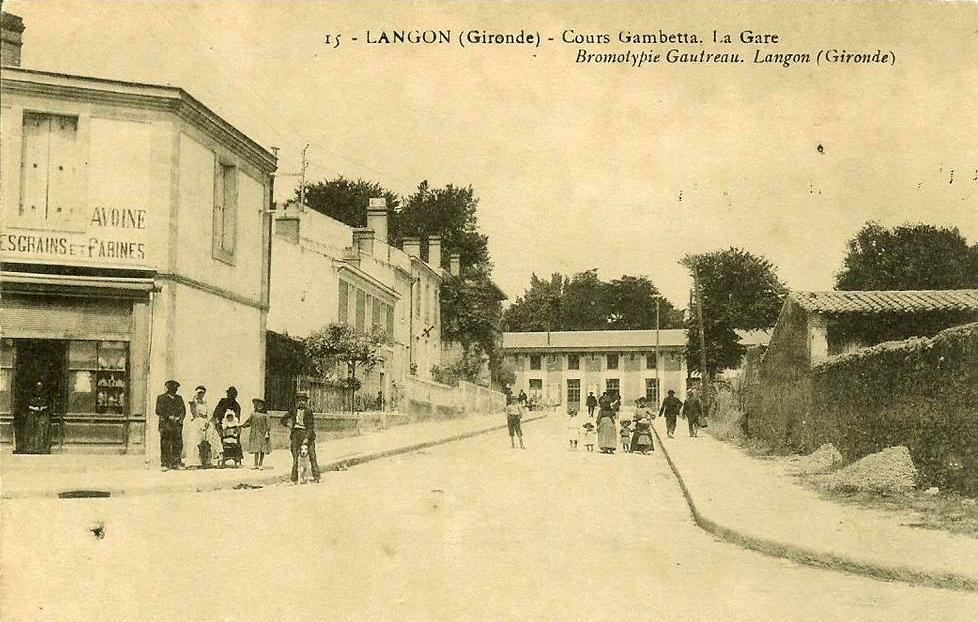
La gare au début du XXe siècle depuis les boulevards.
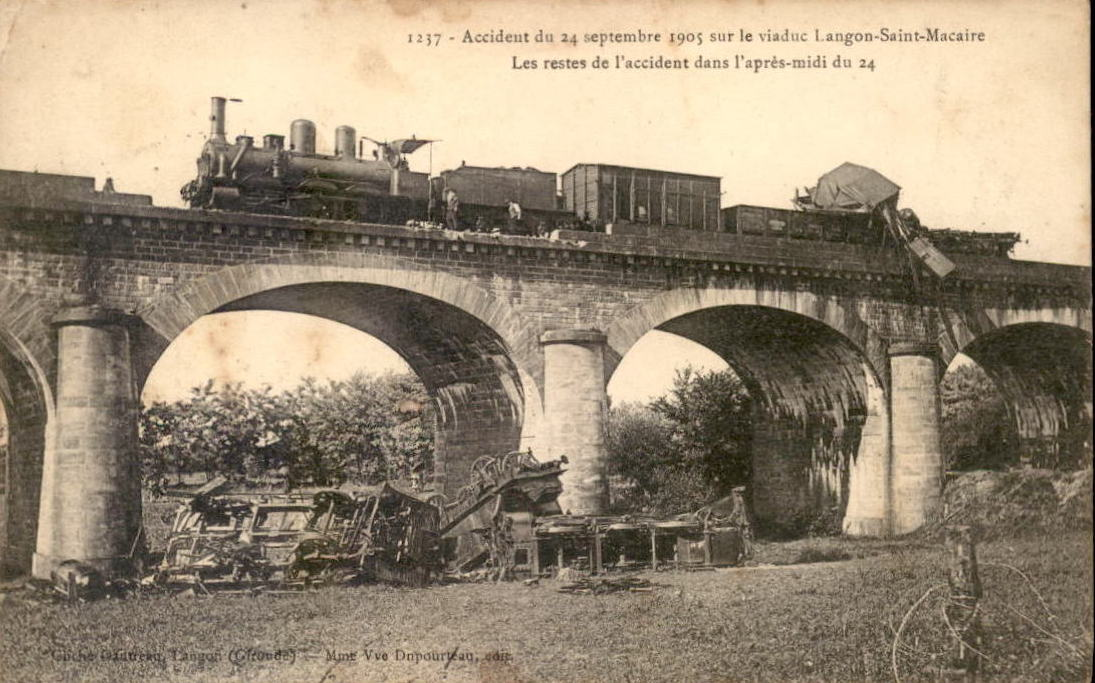
Accident du 24 septembre 1905 sur le viaduc entre Saint-Macaire et Langon.